# 테다 바라
테다 바라(Theda Bara, 1885년 7월 29일 - 1955년 4월 7일)는 미국의 배우이다. 19세기 무성 영화 시대의 유명한 배우이며, 헐리우드의 초기의 섹스 심벌이었다. 이후 폴라 네그리와 글로리아 스완슨이 계보를 이었으며, 유성 영화로 바뀐 뒤에는 마릴린 먼로, 제인 맨스필드 등이 계보를 이었다. 글래머 스타 1호라는 평가도 있다.

## 출연 작품
- 클레오파트라 (1917)